# Mellermangoeste
De Mellermangoeste (Rhynchogale melleri) is een roofdier uit de familie van mangoesten (Herpestidae), het is de enige van het geslacht Rhynchogale. Ze leven in het zuiden van Afrika. Ze hebben een lengte van 44-85 cm, met een staart van 30-40 cm. Ze wegen 1,7-3 kg. Ze hebben een grijsbruine kleur vacht, met een lichte onderkant en hoofd en donkere voeten. Van de voortplanting is weinig bekend. Ze eten fruit, termieten en kleine gewervelden. Ze zijn solitaire nachtdieren.